# Kid Koala
Eric San (n. 1974) graba bajo el nombre de "kid koala", es un DJ tornamesas, músico y autor de novelas gráficas canadiense. Él tiene un contrato con la Agencia británica Ninja Tune, es miembro del grupo de hip hop alternativo Deltron 3030, dinamita D y estuvo en la banda de rock australiana Wolfmother, el bajista y tecladista Chris Ross y el baterista Myles Heskett. También ha colaborado con muchos otros artistas, desde Amon Tobin a la Preservation Hall Jazz Band, y ha hecho contribuciones a Lovage, Peeping Tom, Gorillaz y otros numerosos proyectos.

## Historia
San asistió a la secundaria Sir Winston Churchill School en Vancouver, Columbia Británica, Canadá, pero se graduó en la Escuela Thomas Sprigg Wootton, en Rockville, Maryland, EE. UU., y se fue a estudiar la educación primaria en la Universidad McGill, en Montreal, Quebec. Con el tiempo distribuiría copias de su cinta de demostración Scratchcratchratchatch a los estudiantes que vivían en la residencia de la Universidad McGill. 
Kid Koala posee un enigmático estilo de turntablism, que incluye una colección inusual de samples.  Entre otros ha usado muestras de la música del programa de televisión [Charlie Brown], antiguos sketches de TV (incluidos los que se burlan de turntablism), el estornudo de personas, y gente que lee un menú en cantonés. Es muy conocido por su comportamiento alegre en los conciertos y tener un buen sentido del humor.
San es un ilustrador y un artista, él ha diseñado todas las portadas de sus discos. Un libro de cómic que dibujó fue incluido en el libreto de su disco Carpal Tunnel Sindrome. En la gira que siguió al lanzamiento del álbum Kid Koala abrió para algunos de sus artistas favoritos, incluyendo a Radiohead y Björk.
También ha lanzado una novela gráfica de larga duración, Nufonia Must Fall, el cual incluye un CD de la banda sonora que compuso. Some of My Best Friends are DJs incluye un juego de ajedrez como parte del embalaje. Este álbum fue apoyado por una gira con una estética de cabaret que recorrió América del Norte, Europa y Australia, conocido como The Short Attention Span Theater. Contó con un acto de apertura impredecible -3 Djs (Kid Koala, P-Amor, y el DJ filipino Fist Jester) en 8 platos con un set-up de banda tradicional-, y un juego de bingo en el intermedio entre otras sorpresas tremendamente peculiares.
Después de esta gira Kid Koala ha llevado a cabo presentaciones como DJ en toda Asia, así como en Islandia, Europa del Este, Rusia y América del Sur mientras está trabajando en un nuevo libro (al parecer acerca de un mosquito tratando de tocar el clarinete) y un espectáculo de títeres que tendrá lugar en 2008.
San ha popularizado un método de reproducción de la tornamesa como un instrumento melódico, donde se arrastra una nota larga, solo debajo de la aguja a diferentes velocidades, creando diferentes tonos. Dado que este método de ajuste de tono es impreciso, las notas resultantes vacilan y doblan. Por lo tanto, en la canción "Borracho trompeta," San utiliza este método con una nota de trompeta para simular un trompetista borracho, intercalando voces de borracho para completar el efecto.
En octubre de 2006 San se había casado y después se embarcó en una gira de 90 ciudades.
En 2008 realizó una gira como el artista de apertura de DJ Shadow y Cut Chemist "The Hard Sell" tour donde terminó su actuación con una mezcla del legendario "Moon River", donde esencialmente crea y edita en un solo de violín extendido haciendo varios notas largas de violín, de la canción en diferentes tonos en cuatro platos.
En San Diego Comic-Con 2010, Kid Koala se presenta antes de una función especial gratuita de la película Scott Pilgrim vs. Del mundo.
En San Diego Comic-Con 2011, Kid Koala se presenta antes de un estreno especial de la serie de televisión NTSF: SD: SUV.

## Discografía
Álbumes
- 1996: Scratchcratchratchatch - mixtape álbum demo, limitada a 500 copias y se lanzó inicialmente solo en casete (CS001)
- 2000: Carpal Tunnel Syndrome(Ninja Tune ZENCD34) Reino Unido # 182
- 2003: Some of my Best Friends are DJs(Ninja Tune ZENCD82) Reino Unido # 196
- 2006: Your Mom's Favorite DJ (Ninja Tune ZENCD127)
- 2012: 12 Bit Blues

EP y Sencillos
- 1996: Scratchappyland - selections from the "Scratchcratchratchatch" - 10" released by Ninja Tune (ZEN10KK)
- 2000: Emperor’s Main Course In Cantonese (Ninja Tune ZEN1093)
- 2003: Basin Street Blues (Ninja Tune ZEN7142)